# تبلور ابتدائي

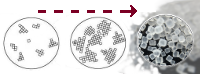

تبلور ابتدائي في الفيزياء والكيمياء (بالإنجليزية: protocrystalline) هو طور أو مرحلة وسطية لعملية التبلور والتضخم البلوري تنشأ منها بلورات صغرية. ويستخدم هذا التعبير بصفة خاصة للإشارة إلى رقائق السيليكون المستخدمة في بعض أنواع الخلايا الشمسية لتحويل أشعة الشمس إلى كهرباء.

## تطبيقات

### خلية شمسية سيليكونية
يعتبر طور التبلور الابتدائي للسيليكون ماد مثالية لامتصاص أشعة الشمس (أو الضوء) عند استخدامه في الطبقة العليا في الشرائح المركبة للخلايا الشمسية لسببين:

- القدرة العالية على امتصاص الأشعة الضوئية ذات طول الموجة القصيرة في الطبقة السطحية للخلية الشمسية المكونة من بلورات ابتدائية بدون أن تنعكس أو تمتص بدون تحول عن طريق تأثير الضوء الجهدي إلى تيار كهربائي في الوصلة التحتية من نوع وصلة pn.
- استطاعة موجات الضوء ذات طول موجة طويلة النفاذ خلال الطبقة السطحية والوصول إلى الطبقة التحتية للخلية الضوئية - وهي تتكون عادة من سيليكون لابلوري (زجاجي) - وتمتص أيضا جزء الطيف الأحمر لأشعة الشمس. بذلك يزداد إنتاج تيار كهربائي في الخلية الضوئية.

تتميز مثل تلك الخلية الضوئية المكونة من طبقة أو طبقات سطحية من البلورات الابتدائية وطبقة تحتية من السيليكون اللابلوري بكفاءة عالية نسبيا لتحويل طاقة الأشعة إلى طاقة كهربائية عن طريق الاستفادة بكل الطيف المرئي لأشعة الشمس.

كما يمكن تكوين خلية ضوئية مكونة من عدة طبقات متتالية من طبقات البلورات الابتدائية وطبقات السيليكون اللابلوري لإنتاج كفاءة تصل إلى 5و5 % لإنتاج الكهرباء من الأشعة الشمسية عند 75 درجة مئوية. كما يمكن لبنية خلية ضوئية مكونة من ثلاثة خلايا من طبقات ممتصة للضوء من البلورات الابتدائية وطبقة من السيليكون اللابلوري أن تنتج جهدا كهربائيا يقدر بنحو 1و3 فولت. يمكن استعمال مثل هذه الخلية كمصدر للكهرباء في الأجهزة الخفيفة المحمولة مثل المحمول ونوتبوك وغيرها.

### رقائق خلايا شمسية
تتطور صناعة الخلايا الشسية بغرض تبسيط إنتاجها وتخفيض كلفتها عن طريق تطوير بنيتها في هيئة رقائق شمسية thin-film solar cells يدخل في صناعتها تيلوريد الكادميوم. أعلنت شركة جي إي الأمريكية عام 2011 عن استطاعتها إنتاج رقائق شمسية ذات كفاءة 8و12 % لتحويل الطاقة الشمسية إلى طاقة كهربائية وهي كفاءة تزيد 3% عن مثيلاتها السابقة. وتزمع الشركة توسيع إنتاجها في هذا المضمار والمنافسة في سوق الطاقة المتجددة. حاليا تسود شركة فرست سولار السوق في هذا المجال بقدرة إنتاجية تبلغ 2300 ميجا وات سنويا.

## اقرأ أيضا
- خلية شمسية
- قوة شمسية
- تأثير ضوء جهدي
- لوح ضوئي
- ظاهرة كهروضوئية
- لوح ضوئي جهدي
- محطات طاقة شمسية جهدية
- مصفوف ضوئي جهدي
- خلية ضوئية جهدية متعددة الوصلات
- رقيقة خلية شمسية